# Widensolen
Widensolen település Franciaországban, Haut-Rhin megyében. Lakosainak száma 1208 fő (2022. január 1.). Widensolen Urschenheim, Biesheim, Wolfgantzen, Sundhoffen, Andolsheim és Fortschwihr községekkel határos.

## Népesség
A település népessége az elmúlt években az alábbi módon változott:
| Lakosok száma | 1206 | 1190 | 1177 | 1179 | 1178 | 1195 | 1202 | 1208 |
|               | 2013 | 2015 | 2017 | 2018 | 2019 | 2020 | 2021 | 2022 |